# S/MIME
S/MIME (Secure/Multipurpose Internet Mail Extensions) — стандарт для шифрування і підпису в електронній пошті за допомогою відкритого ключа.

## Призначення
S/MIME призначена для забезпечення криптографічної безпеки електронної пошти.
Забезпечуються аутентифікація, цілісність повідомлення і гарантія збереження авторства, безпека даних (за допомогою шифрування).
Більша частина сучасних поштових програм підтримує S/MIME.

## Сертифікати S/MIME
Перша версія S/PEPE була розроблена в 1995 році декількома антивірусними компаніями. Це була одна з декількох специфікацій для забезпечення безпеки повідомлень. Pretty Good Privacy (PGP) є прикладом іншої, специфікацією для забезпечення безпеки повідомлень. Перша версія S/MIME не була визнана як єдиний стандарт для захисту повідомлень.
В 1998 році ситуація почала змінюватися.
На відміну від першої версії, S/PEPE другої версії був представлений в Internet Engineering Task Force (IETF), для розгляду як стандарту. Завдяки цьому кроку, S/PEPE виділився серед інших сертифікатів захисту повідомлень. 
S/MIME версії 3.0, добився широкого визнання, як стандарт для захисту повідомлень. S/PEPE версії 3.0 підтримують продукти Microsoft.
Звичайний особистий сертифікат засвідчує особу власника лише шляхом зв'язування воєдино поштової адреси та сертифікату. Він не засвідчує ні імені, ні роду діяльності. Більш повне посвідчення можна отримати, звернувшись до спеціалізованих ЦПВЛС, які надають додаткові (нотаріально еквівалентні) послуги.
Залежно від політик ЦПВЛС, ваш сертифікат і весь його вміст можуть бути відкрито опубліковані для ознайомлення і перевірки. В такому випадку, ваше ім'я і поштова адреса стають доступними для всіх, в тому числі і для пошуку. Інші ЦС можуть публікувати тільки серійні номери. Це необхідний мінімум для забезпечення цілісності інфраструктури відкритого ключа.

## Практичні аспекти застосування S/MIME
Коректне використання стандарту S/MIME накладає деякі обмеження на застосування традиційних програм електронної пошти і робочого середовища, в якій вони використовуються:
- Відправнику та одержувачу необхідно погодити застосування клієнтських додатків електронної пошти, які підтримують цей стандарт. В іншому випадку, поштовий клієнт одержувача відображає в листах файли-вкладення «smime.p7s», які одержувач зазвичай не може коректно інтерпретувати.
- Ефективне застосування S/MIME вимагає комплексного підходу до забезпечення безпеки. Це означає, що необхідно забезпечувати захист повідомлень не лише на шляху проходження від відправника до одержувача, але і в середовищі відправника і одержувача. Зокрема, недодержання цієї вимоги може призвести до витоку конфіденційної інформації або несанкціонованої модифікації повідомлень, так само як і компрометації секретних ключів безпосередньо на комп'ютерах користувачів.
- S/MIME принципово несумісний з вебпоштою. Це обумовлено тим, що криптографія відкритих ключів, що лежить в основі стандарту S/MIME, забезпечує захист конфіденційності і цілісності повідомлень на шляху від відправника до одержувача. У той же час конфіденційність і цілісність повідомлень недосяжні при традиційному використанні вебпошти, оскільки провайдер сервісу вебпошти має можливість як читати повідомлення, так і модифікувати їх. У той же час, спроби використання підпису, шифрування повідомлень на стороні сервера є компрометацією секретних ключів користувачів. Крім того, основна перевага вебпошти - її доступність з будь-якого комп'ютера, де є вебоглядач, суперечить вимозі контролю захищеності робочого середовища при використанні S/MIME.

## Multipart/Signed
Цифрові підписи є найбільш часто використовувані службою S/MIME. Як випливає з назви, цифрові підписи це цифровий аналог традиційних правових підписів на паперовому документі. Як і юридичні підписи, цифрові підписи забезпечують наступні функції безпеки:
- Непідробність (унікальність) підпису. Концепція непідробності є найбільш знайомою в контексті паперових контрактів: підписаний договір є юридичним документом. Цифрові підписи забезпечують ті ж функції, і все частіше, в деяких галузях, визнаються юридично обов'язковими. Оскільки в SMTP не передбачено засобів аутентифікації, він не може забезпечити суворе виконання зобов'язань.
- Цілісність даних. Додатковою послугою безпеки, яку забезпечує цифровий підпис, є цілісність даних. Цілісність даних є результатом специфічних операцій. Завдяки послузі цілісності даних, коли одержувач повідомлення, що підписане цифровим підписом, перевіряє цифровий підпис, він може бути впевнений, що отримав те саме повідомлення, яке було відправлене, і що воно не було змінене в процесі передачі. Таким чином, цифрові підписи в змозі забезпечити гарантію того, чого не можуть забезпечити звичайні підписи на папері, оскільки паперовий документ може бути змінений після його підписання.
- Перевірка справжності підпису служить для перевірки ідентичності. Вона дає відповідь на питання «хто ви». Тому що немає ніякого способу дізнатися, хто насправді відправив повідомлення. Перевірка справжності цифровим підписом вирішує цю проблему, дозволяючи одержувачу знати, хто відправив повідомлення.

Взяті разом, процес підписання цифровим підписом та перевірка справжності цифрового підпису і визначає цілісність даних підписаного повідомлення. Аутентифікація відправників надає додаткові можливості непідробності. Цифрові підписи — рішення для передачі даних з захистом від шпигунства, від якого не захищений стандарт SMTP.

## Multipart/Encrypted
Повідомлення електронної пошти стандарту SMTP може бути прочитане усіма. Ці проблеми вирішуються в S/MIME за допомогою шифрування.
Шифрування являє собою спосіб зміни інформації так, що вона не може бути прочитана, поки не буде розшифрована.
Шифрування повідомлення забезпечує:
- Конфіденційність повідомлень. Служить для захисту вмісту повідомлень електронної пошти. Тільки одержувач може переглядати вміст повідомлення, вміст повідомлення не може бути змінено. Шифрування забезпечує конфіденційність поки повідомлення доставляється і при його зберіганні.
- Цілісність даних як і цифрового підпису. Шифрування повідомлень надає можливість збереження цілісності даних, їх незмінність на всьому шляху прямування.

Конфіденційність і цілісність даних забезпечують основні функції шифрування повідомлень. Вони гарантують, що тільки одержувач може переглянути повідомлення, і те, що воно не було змінене. Шифрування повідомлень робить текст повідомлення нечитабельним. Коли повідомлення отримано, виконується дешифрування повідомлення.
Шифрування - це операція, яка виконується коли повідомлення відправляється. Береться повідомлення і шифрується за допомогою інформації, що відноситься до одержувача. Зашифроване повідомлення замінює вихідне повідомлення і надсилається адресату.
Оскільки ця операція потребує унікальної інформації про отримувача, шифрування повідомлень забезпечує конфіденційність. Тільки одержувач має інформацію для виконання розшифровки повідомлення. Це гарантує, що тільки одержувач може переглянути повідомлення,тому що унікальна інформація одержувача повинна бути представлена до перегляду незашифрованого повідомлення.
Коли одержувач відкриває зашифроване повідомлення виконується розшифрування повідомлення і відновлюється вихідне повідомлення.
Процес шифрування та дешифрування повідомлень забезпечує конфіденційність повідомлень електронної пошти. Цей процес зачіпає серйозні слабкості в Інтернеті: той факт, що будь-хто може прочитати будь-яке повідомлення.

## Принцип спільної роботи Multipart/Encrypted і Multipart/Signed
Цифровий підпис і шифрування повідомлень не є взаємовиключними. Цифрові підписи забезпечують аутентифікацію, а шифрування вирішує питання конфіденційності. Ці дві дії призначені для використання в поєднанні один з одним. Коли цифровий підпис і шифрування повідомлень використовуються разом, користувачі отримують переваги захисту від обох загроз.

## Уразливості

### Efail
В травні 2018 року група дослідників з Європи поширили попередження про виявлені ними дві уразливості в протоколі S/MIME та у поширених поштових клієнтах. Обидві уразливості можуть бути реалізовані за умови атаки «людина посередині». Перша уразливість, при цьому, дозволяє зловмиснику отримувати розшифрований шифротекст.
Для поширення інформації про уразливості був створений вебсайт efail.de [Архівовано 14 травня 2018 у Wayback Machine.].